# Захаровка (Молдова)
Захаровка (рум. Zahareuca, Захареука) — село в Теленештском районе Молдавии. Наряду с селом Старые Саратены входит в состав коммуны Старые Саратены.

## География
Село расположено на высоте 55 метров над уровнем моря.

## Население
По данным переписи населения 2004 года, в селе Захареука проживает 265 человек (143 мужчины, 122 женщины).
Этнический состав села:
| Национальность | Число жителей | Процентный состав |
| -------------- | ------------- | ----------------- |
| молдаване      | 239           | 90.19             |
| украинцы       | 16            | 6.04              |
| румыны         | 8             | 3.02              |
| русские        | 2             | 0.75              |
| Всего          | 265           | 100%              |